# リュシアン・レヴィ＝デュルメール
リュシアン・レヴィ＝デュルメール（Lucien Lévy-Dhurmer、1865年9月30日 - 1953年9月24日）は、フランスの画家、工芸家である。象徴主義、アール・ヌーボーのスタイルの作品を描いた。

## 略歴
フランス領アルジェリアのアルジェのユダヤ人家庭に生まれた。1879年にパリに出て、パリ高等製図・彫刻学校（Ecole Supérieure de Dessin et de Sculpture）で学んだ。その後、Albert-Charles Walletやラファエル・コランにも学んだ。1882年からパリのサロンに出展を始め、陶製の像を出展した。陶芸家のクレマン・マシエ（Clément Massier）の南フランス、ヴァロリスのゴルフ＝ジュアン（Golfe-Juan）の陶芸工房の工場長になった。1892年ころからイスラム芸術に影響をうけた陶器作品を制作するようになり、自らの名前を署名するようになった。仕事のかたわら油絵やパステル画の修行を積んだ。
1895年にパリに戻り画家としての活動を始め、この頃イタリアも旅した。1896年のサロンにパステル画を出展し、この時から他のレヴィという芸術家と区別するために父親の姓、Lévyに母親の旧姓のGoldhurmerの後半部を付加してペンネームとした。
レヴィ＝デュルメールの絵画はすぐに人気になり、象徴主義のスタイルはジョセファン・ペラダンからも評価されたが、ペラダンが主催した象徴派の展覧会、「薔薇十字サロン」（Salon de la Rose + Croix）に出展することはなかった。
1914年、レヴィ＝デュルマーは初期のフェミニストの新聞『ラ・フロンド』の編集者だったエミー・フルニエ(Emmy Fournier)と結婚した 。 この頃は風景画に取り組んでいた。1932年にレジオンドヌール勲章（オフィシエ）を受勲した。
1953年にパリ郊外のル・ヴェジネで亡くなった。

## 作品

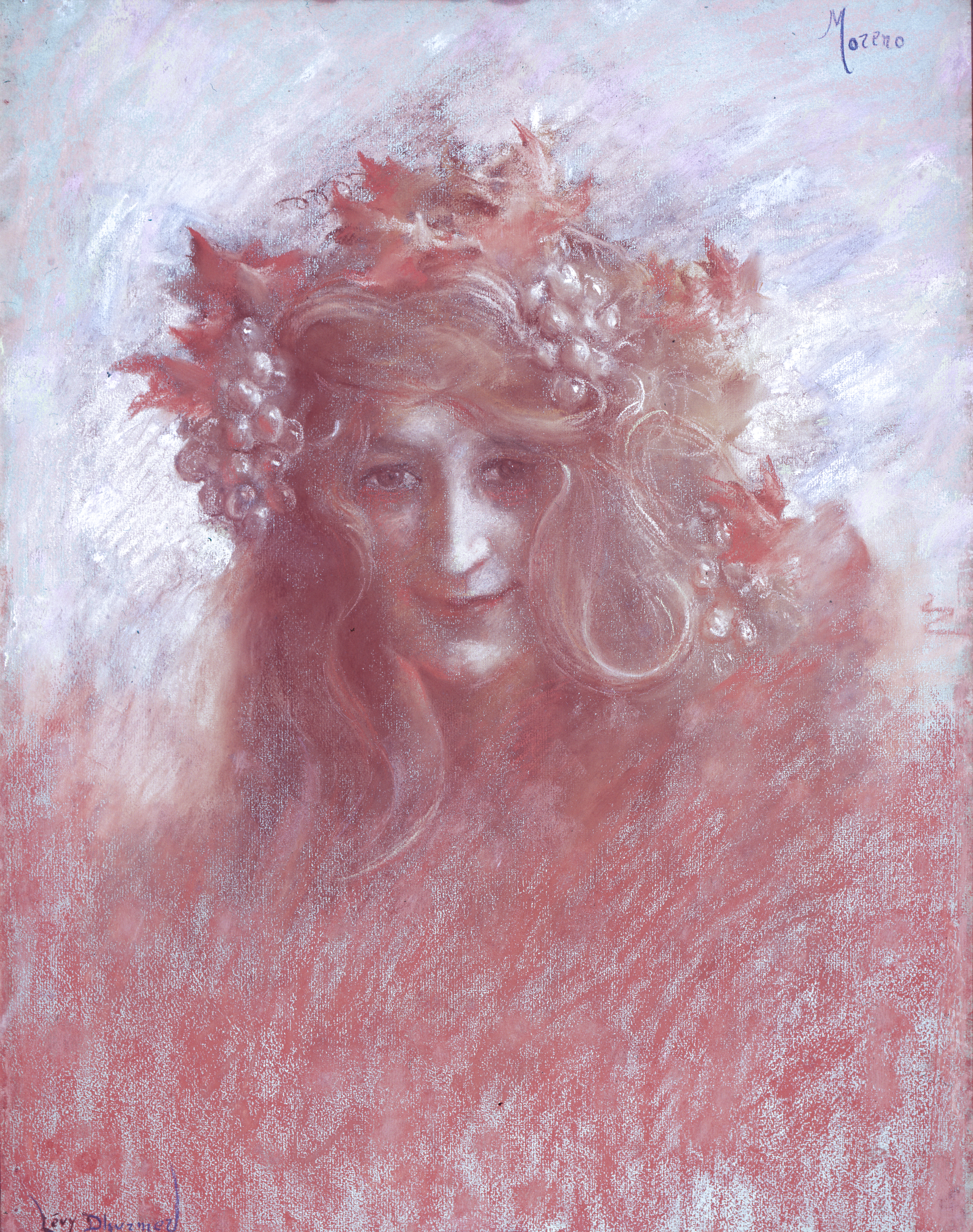
女優Marguerite Morenoの肖像画
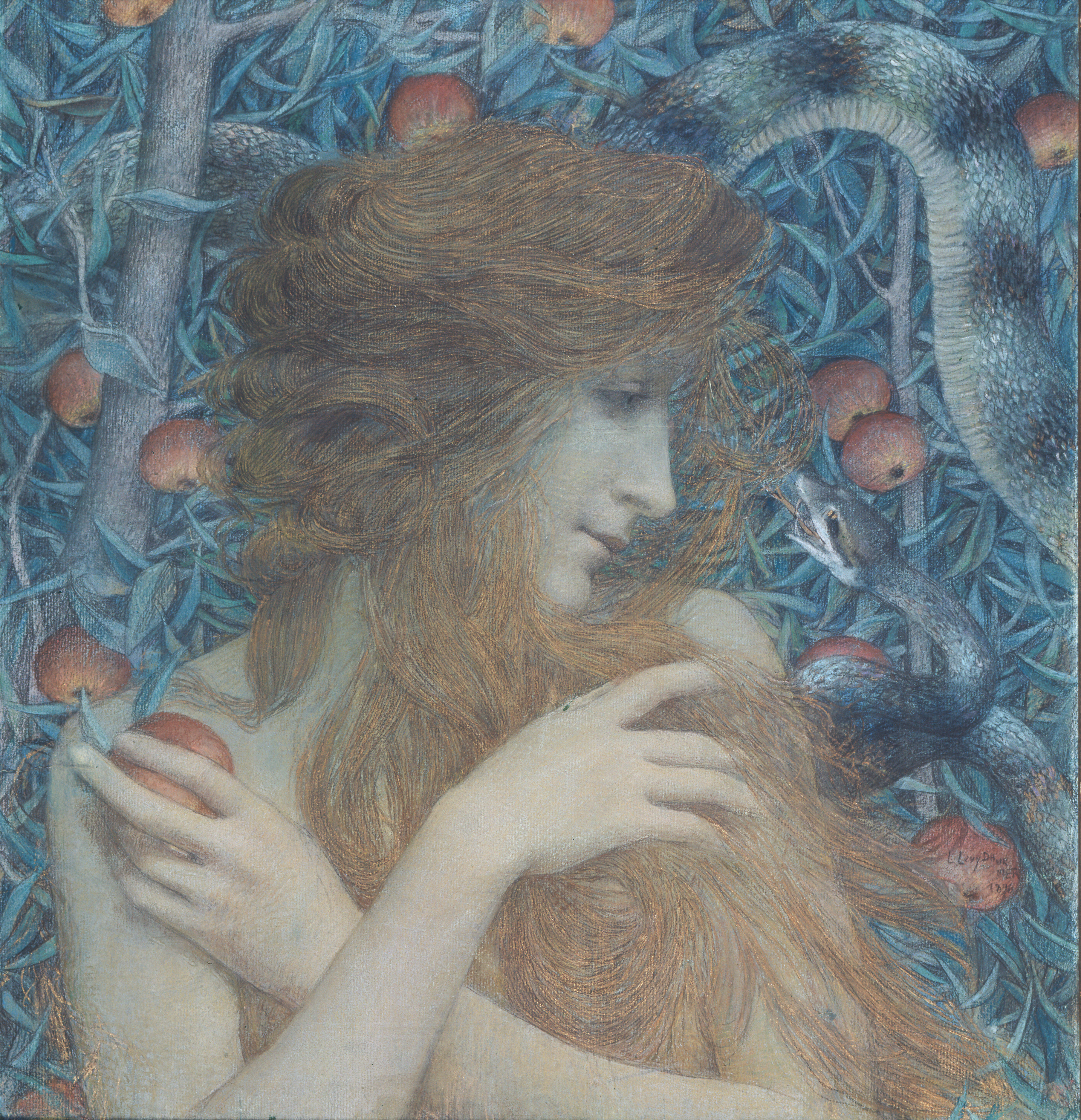
"Ève" (1896)
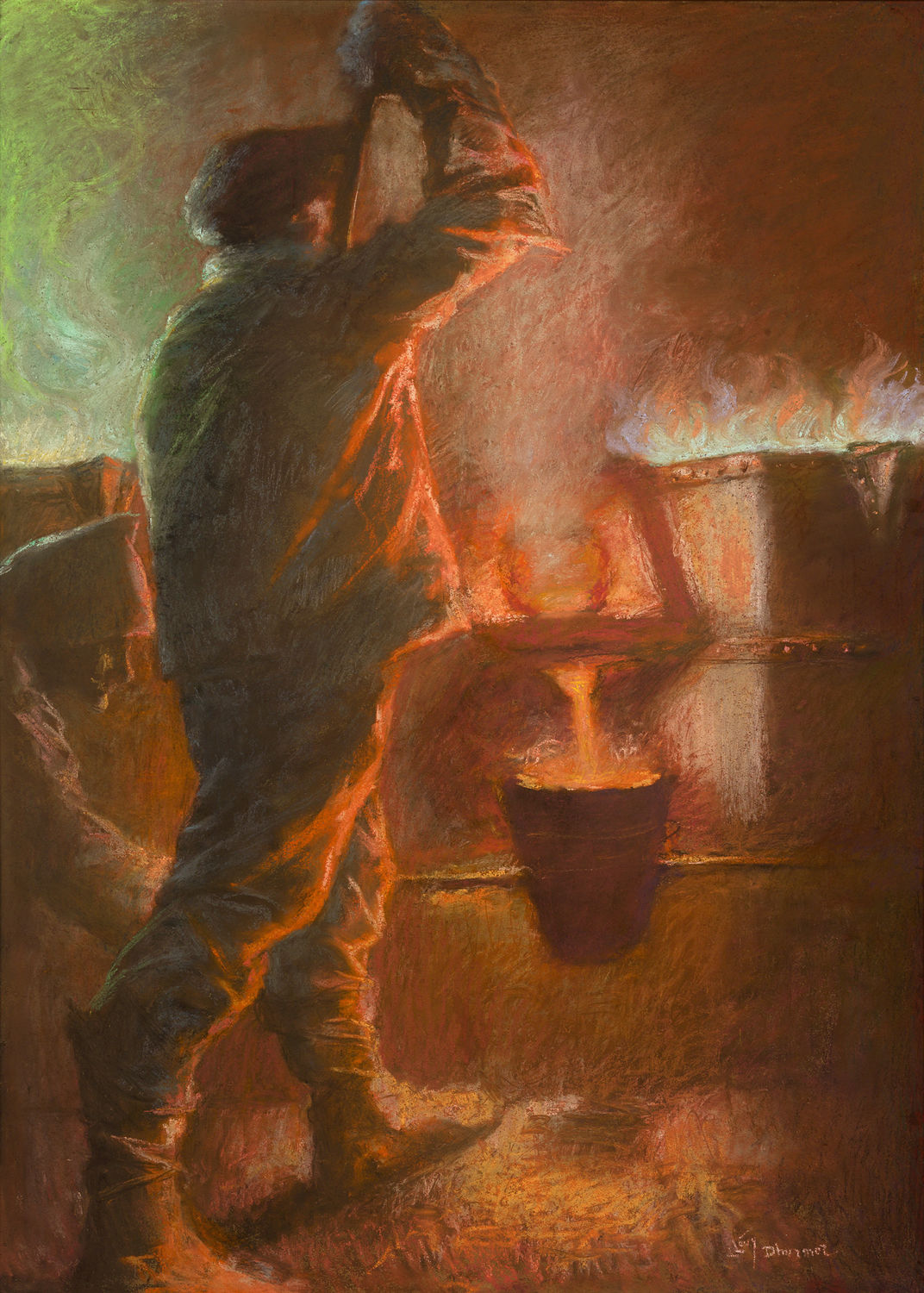
鋳物職人
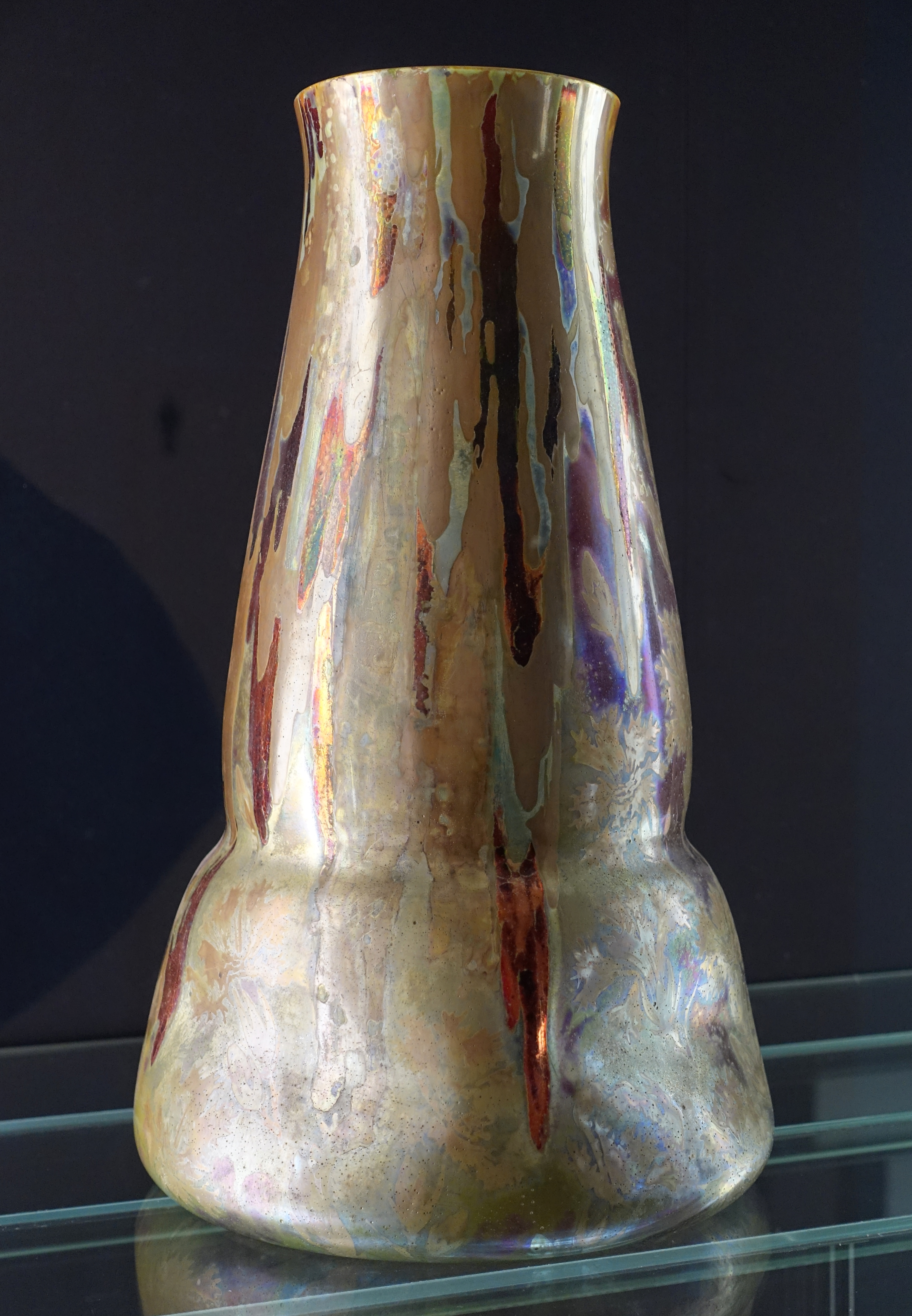
マシエの工房時代の陶芸作品

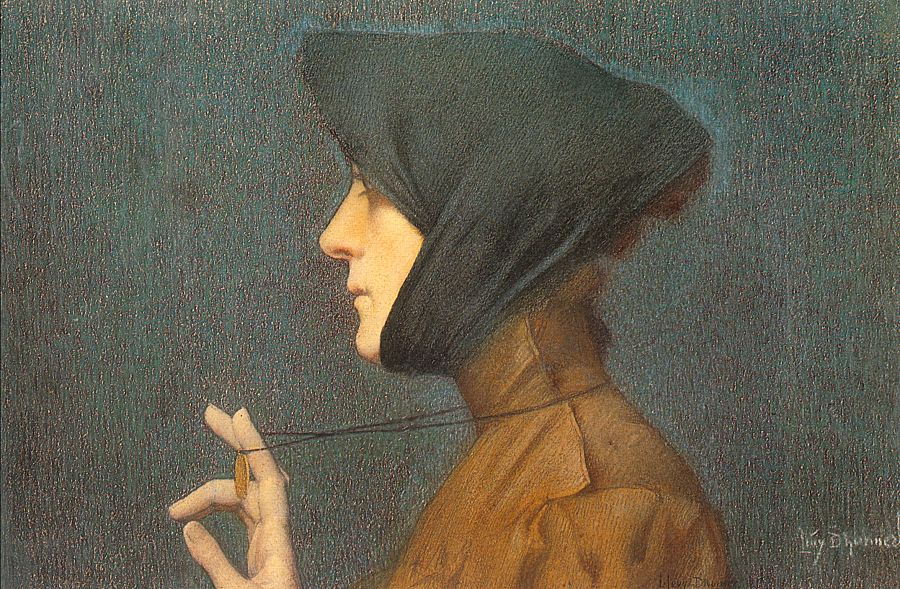
メダルを持つ女性 (1896)
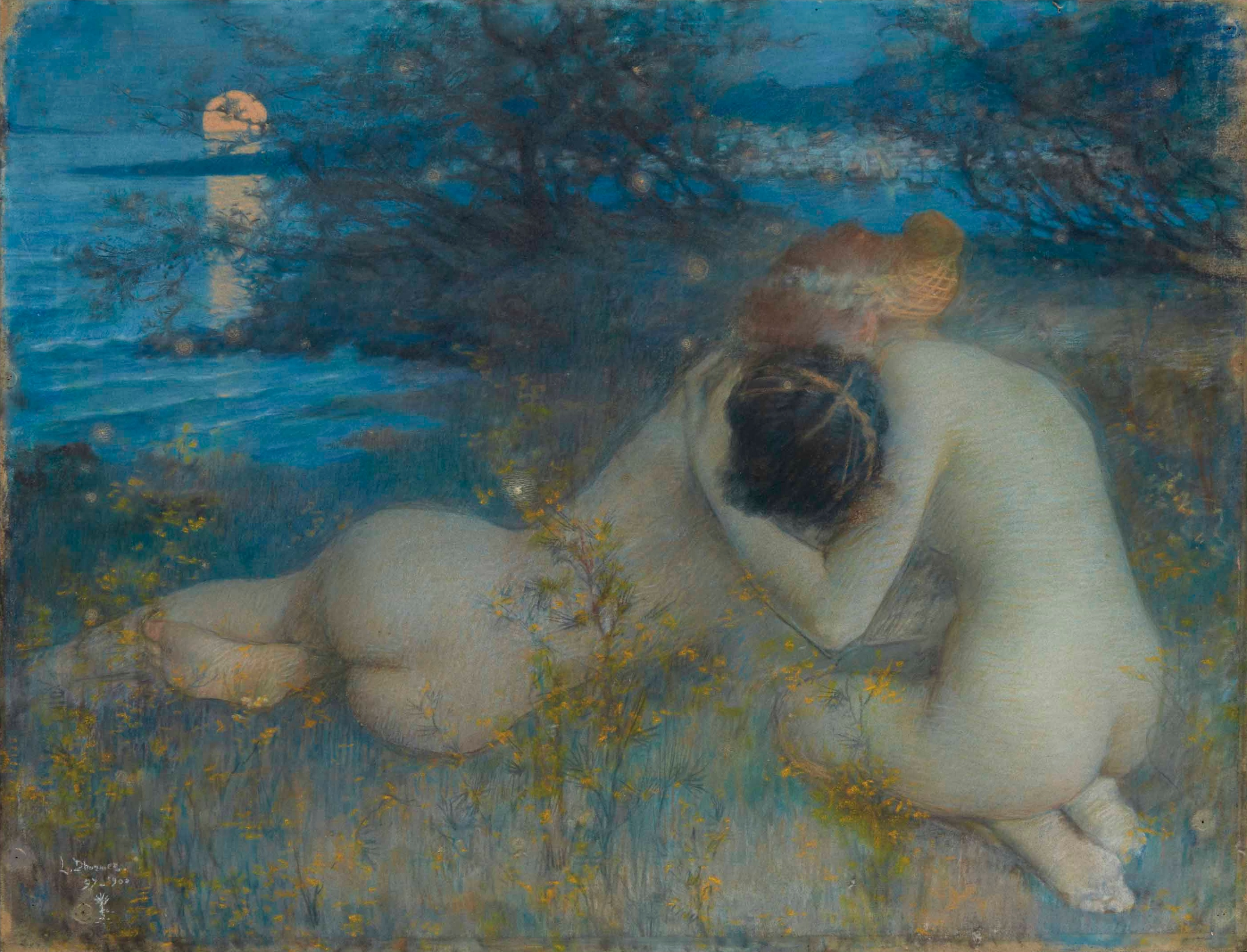
ビリティス (1900)
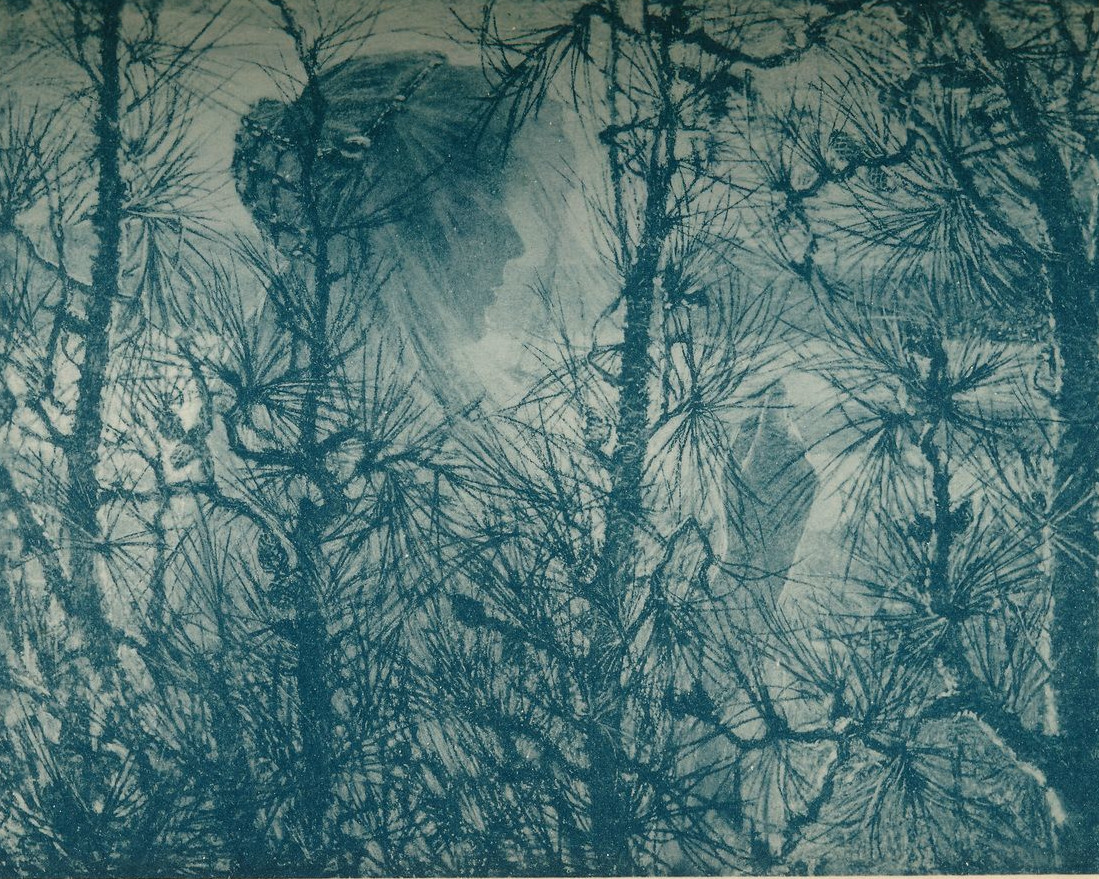
書籍の挿絵